# General Educational Development Test
Der General Educational Development Test ist in den USA und Kanada der meistgenutzte Kompetenztest, um den Zugang für ein College oder eine Universität zu erhalten. Der Test wird oft anstelle eines High-School-Abschlusses abgelegt oder dient Personen ohne Schulabschluss zum Erlangen eines Zeugnisses in der schulischen Sekundarstufe II.
Von den meisten Arbeitgebern und Colleges wird der Test als gleichwertig mit dem High School Diploma eingeschätzt. Die Zulassungsbeschränkungen sind gering (Mindestalter, legaler Aufenthalt im Land); der Test steht auch Ausländern offen. 2008 absolvierten ihn in den USA 680.000 Personen im Durchschnittsalter von 25 Jahren, mit einer Bestehensquote von 73 %.
In Deutschland wäre ein solches Diplom in etwa mit einer Fachhochschulreife zu vergleichen. Die Anerkennung in Deutschland ist abhängig von den Zeugnisanerkennungsstellen der Bundesländer; bzw. muss für Studiengänge bei den einzelnen Hochschulen beantragt werden.

## Geschichte
1942 bat das US-Verteidigungsministerium die US-Bildungskommission (American Council on Education) um einen Prüfkatalog, mit dem Kriegsveteranen, die noch vor dem Abschluss der Sekundarschule eingezogen worden waren, ihren Wissensstand beweisen konnten, um dann passende zivile Tätigkeiten zu finden oder sich an einer Hochschule einzuschreiben. Die Testrichtlinien wurden mehrfach überarbeitet, in der dritten Revision 1988 mit der Hinzufügung eines Essays (der meist auch in Eingangstests der Hochschulen gefordert wird). 2011 wurde eine Vereinbarung mit der Mediengruppe Pearson geschlossen, um den Test in eine computergestützte Form zu überführen.
Bis etwa 2000 vergaben in den USA Universitäten die große Mehrheit der Studienplätze (um 80 %) aufgrund der SAT/ACT-Ergebnisse und den Rest entsprechend eigener Eingangstests, Interviews, sowie nach sozialen Gesichtspunkten. Damit beinhaltete faktisch nicht mehr der GED-Test oder das High School Diploma (HSD), sondern nur noch der SAT/ACT/CPT (College Placement Test) eine wirkliche Hochschulreife. Die Situation, die nach dem Erwerb von GED/HSD noch zwingend Vorbereitungskurse und Prüfungen erforderte, wurde um das Jahr 2000 breit diskutiert. Es zeigte sich, dass die SAT/ACT/CPT-Zeugnisse im Vergleich zu GED/HSD-Zeugnissen keine wesentlich besseren Aussagen über einen möglichen Studienerfolg brachten – stattdessen wurde die Testindustrie kritisiert, die die Tests erstellt und durchführt und wirtschaftlich von den ausufernden Tests profitiert. Durch Rezeption der Diskussion, der Bildungsreform des No Child Left Behind Act 2001/2002 und der Reform des GED-Tests ab 2002 hat sich der Trend umgekehrt, und der GED-Test wird von vielen Hochschulen als hinreichendes Eingangszeugnis akzeptiert.

## Testbedingungen
Der Test besteht seit 2018 aus vier Teilprüfungen, die computergestützt abgelegt werden:
1. Reasoning Through Language Arts (RLA), 155 Minuten, inkl. einer 10-minütigen Pause, Lesen und Bestimmen von Details, logische Schlussfolgerungen, Verständnis für die Verwendung von Standard-Englisch, einschließlich Grammatik, Groß- und Kleinschreibung sowie Zeichensetzung.
2. Sozialwissenschaften, 75 Minuten, Multiple-Choice: Drag-and-Drop, Hot Spot und Fill-in-the-blank Fragen zur Geschichte der USA konzentriert, Wirtschaft, Geographie, Staatsbürgerkunde und Regierung.
3. Naturwissenschaft, 90 Minuten: Fragen zur Biologie, Physik, Erde und Weltraumforschung.
4. Mathematik, 120 Minuten: algebraische und quantitative Probleme, Online-Rechner oder Handheld-TI-30XS Multiview-wissenschaftlichem Rechner.[6]

Es gibt sieben Arten von Arbeitsaufträgen in der Prüfung:
1. Drag-and-Drop
2. Dropdown-Liste
3. Fülle die Lücke aus.
4. Hot Spot
5. Multiple - Choice (4 Optionen)
6. Weite Antwort (in RLA und Sozialwissenschaften. Die Schüler lesen und analysieren ein Dokument, schreiben eine Antwort mit Belegen aus dem Dokument.)
7. Kurze Antwort (in RLA und Wissenschaft. Die Schüler schreiben eine Zusammenfassung oder den Abschluss nach einem Text.) Vorher waren es fünf Teilprüfungen im Bereich „Language Arts: Writing“ (Schriftkompetenz), „Social Studies“ (Gesellschaftskunde), „Science“ (Wissenschaften), „Language Arts: Reading“ (Literatur), und „Mathematics“ (Mathematik).

In einigen Bundesstaaten werden diese an einem Tag abgelegt, in anderen können sie verteilt über zwei oder drei Tage durchgeführt werden. Wenn eine Teilprüfung nicht bestanden wird, so kann sie innerhalb eines Jahres wiederholt werden – in einigen Bundesstaaten allerdings erst nach einer Wartezeit. Zu jeder Teilprüfung zirkulieren typisch zu jedem Zeitpunkt etwa 25 Varianten.
Die Testbögen sind (neben dem Essay) als Multiple-Choice-Tests ausgeführt, was vielfach kritisiert wurde (und bei der Überarbeitung 2002 dazu führte, dass die Multiple-Choice-Tests schwieriger gestaltet wurden). Zum Bestehen sind insgesamt 2250 Punkte (ein Durchschnitt von 450 Punkten je Teilprüfung) und in jeder Teilprüfung mindestens 410 Punkte notwendig. Viele Universitäten fordern allerdings einen Durchschnitt von 500 Punkten. Möglich sind in jedem Teiltest maximal 800 Punkte.
Da der GED-Test in der Öffentlichkeit als zu leicht angesehen wurde, begann man ab 2002 auch, eine Auswahl an Highschool-Absolventen dem Test zu unterziehen. Von diesen bestehen im Schnitt nur 70 % den GED-Test. Allerdings sind die Anmelderaten seit 2002 auch gesunken – vorher wurde der GED-Test auch durchgeführt, um sich bei allgemeinen Jobbewerbungen abzusetzen, und nicht als Vorbereitung für ein Hochschulstudium (vorher schrieben sich nur 30 % anschließend an einer Hochschule ein, seit der Revision sind es 65 %).
Die Kosten variieren stark – in einigen Bundesstaaten wie Arkansas ist der GED-Test generell kostenlos, in vielen anderen ist er für Veteranen und Jugendliche unter 21 Jahren kostenlos. Sofern Beiträge erhoben werden, reichen sie von $7,50 in North Carolina bis $100 in Florida (Daten von 2008). Je nach Region sind die Vorbereitungskurse und Schulmaterial kostenlos bei den zertifizierten GED-Prüfeinrichtungen erhältlich – die meisten der 3200 GED-Zentren sind an Einrichtungen der Erwachsenenbildung angeschlossen.